# Tintorer
El tintorer era un menestral que tenia l'ofici de tenyir les matèries tèxtils (hi havia tintorers de draps de llana i tintorers de seda).
A Mallorca, els tintorers estan ben documentats ja el segle xiv. El 1381, es prohibí la seva activitat dins la ciutat perquè la pudor i el renou de les tintoreries molestava els veïnats. Sembla que el segle xvi el col·legi de tintorers ja estava perfectament organitzat, però degué desaparèixer perquè, en les actes posteriors, consta com a fundat el 1691. El seu patró era sant Antoni de Viana, que no era venerat en cap església en concret. L'escut del col·legi consistia en una caldera en foc que tiny uns vells de llana.
A Barcelona, els darrers segles medievals ja conformaren una confraria; a mitjan segle xv, hi havia deu tintorers de llana. També es troben documentats en altres poblacions, com Manresa, Igualada o Reus.